# Oenomys
Az Oenomys az emlősök (Mammalia) osztályának rágcsálók (Rodentia) rendjébe, ezen belül az egérfélék (Muridae) családjába tartozó nem.

## Rendszerezés
A nembe az alábbi 3 faj tartozik:
- Oenomys hypoxanthus Pucheran, 1855 – típusfaj
- Oenomys ornatus Thomas, 1911
- †Oenomys tiercelini Sabatier, 1982